# 格鲁莫阿普拉
格鲁莫阿普拉（義大利語：Grumo Appula），是意大利巴里省的一个市镇。总面积80平方公里，人口13095人，人口密度163.7人/平方公里（2009年）。ISTAT代码为072024。